# ポッポの丘
ポッポの丘（ポッポのおか）は、有限会社ポッポの丘（旧・村石養鶏場）が運営する千葉県いすみ市にある鉄道車両保存施設である。

## 概要
ポッポの丘は「鉄道車両保存施設」として、肉用牛を飼育する牛舎の建設予定地を転用して開設された。
有限会社ポッポの丘は1948年（昭和23年）、神奈川県川崎市にて有限会社村石養鶏場として創業し、1968年（昭和43年）に現在の房総地方に移転した。
2010年（平成22年）8月、当時のいすみ鉄道社長である鳥塚亮から、「鉄道車両を200万円で買わないか」と打診があり、自動車を買う感覚で購入したのが開園のきっかけとなったという。
創業から70年近くが経過した2019年（令和元年）11月15日、台風15号の被害もあり、庭先たまごの養鶏事業から撤退することを発表。以後、地域の協力養鶏場が生産した卵を販売する業態に転換した。
2020年（令和2年）3月5日、園内の車両配置の移動を実施した。新たに長野電鉄モハ1003形の前頭部を搬入し、車両基地のような横並びの配置に変更。左側から銚子電鉄デハ701形、長電モハ1003形、国鉄キハ38形の配置となった。同年4月には国鉄クモニ83と国鉄103系が搬入された。また、3月20日からは駐車料金でバイク1台500円、乗用車1台1000円（車1台の乗車人員は問わない）を徴収し始めた。新型コロナウイルス感染症拡大に伴い、同年4月から7月11日まで営業を自粛した。
2023年11月より入場料が徴収され、中学生以上1人500円が必要となった。なお、車での来場の場合は駐車料金に大人1人分の入場料金が含まれている。

## 営業
- 住所:〒298-0135 千葉県いすみ市作田1298
- 営業時間は、金・土・日・月・祝の10:00 - 16:00（15:40頃から園内に蛍の光が流れる）。悪天候の日は臨時休業する日もある。
- 卵かけご飯、カレーなどの軽食の営業時間は、11:00 - 15:00（ラストオーダー14:30）。ラストオーダー以降はソフトクリーム、かき氷程度の提供のみ。また、ご飯が売り切れた時も同様にソフトクリーム、かき氷程度のみ提供となる。

## 特徴
- 一部の展示車両には自由に入れる。
- 「直売所」では鶏卵（いすみのご近所農場のたまごの詰め放題のほか、地元の農産物、鉄道グッズなどの販売を行っている。
- 「カフェTKG」ではコーヒーや卵かけご飯、ソフトクリームやかき氷などが楽しめる。いすみ鉄道いすみ204形、北陸鉄道モハ3752形の車内、広場のベンチで飲食は可能。その他の車両は保存維持のため食事や食べ物の持ち込みは禁止している。他にも、敷地内には飲料の自動販売機も設置されている。
- 貨車移動機の牽引する車掌車に体験乗車することが可能。一時期機関車の故障のため中止されていたが、現在はヨ8000形車掌車1両を牽引しながら運行している[3][4]。
- ブルートレイン（国鉄24系客車）も車内が公開され、オハネフとオロネの室内灯、オハネフとオロネの車内放送装置と電子チャイム（ハイケンスのセレナーデ）は稼働している。
- 「鶏卵牧場」には競走馬として走り、競走馬引退後は警視庁騎馬隊で活躍した「ハヤテ（競走馬名:グランスクセー）」という名前のサラブレッドが2015年から2019年まで繋養されていた。「ハヤテ」は2019年以降は御宿町内のマーサファームで繋養されている。
- ポッポの丘史上初、クラウドファンディングにより保存された食堂車国鉄583系電車サシ581-31は、旧国鉄時代に廃車されたのち民間へ払い下げられ青森県八戸市にて保存された。解体が検討されていることを鉄道愛好家が聞きつけ、保存をするために「583系食堂車保存会」を立ち上げた。クラウドファンディングで輸送費用を工面し[5][6]、2024年3月21日に現地へと運び込まれた[7][8]。現存する食堂車の中で、払い下げ後に改造が施されていないオリジナルの車両[9]。

## 展示車両

### 私鉄
- 銚子電気鉄道デハ700形 デハ701、702（1928年製）
- いすみ鉄道いすみ200型 いすみ204（1988年製）
- 千葉都市モノレール1000形電車 1003、1004（1987年製）
- 営団地下鉄丸ノ内線400形 454（1956年製） - もとは都内の幼稚園で保存されていた。片側運転席で汽笛の吹鳴体験可能。
- 京急1000形 (初代) デハ1052（1959年～1978年の間に製造。カットボディ） - ポッポの丘に保存されるまでの経緯は、京急1000形電車 (初代)#保存車を参照。公式団体としてデハ1052保存会が存在し、公式サイトやツイッターのアカウントも個別に所有する。
- 大山ケーブルカーたんざわ号（1965年製） - 台車がなく車体のみ。車体の構造上の関係で、急斜面に据え置く形で展示。
- 長野電鉄モハ1000形（1949年 日本車輌東京支店製造。カットボディ） - 運輸省規格型電車として製造。1985年（昭和60年）引退後は小布施駅および信濃川田駅で保存。2019年（平成31年）3月一部解体のうえ7mのカットボディとなり2020年（令和2年）3月に搬出、同月6日に搬入され、同月中旬にはりんご色のカラーに修復されている。なお運輸省規格型の車両は、2020年時点で日本国内には2両しか保存されていない。
- 北陸鉄道モハ3750形 モハ3752（1951年製）
- 万葉線デ7000形 デ7052（1961年製）2023年に都電カラーに再塗装された。
- アメリカJ・G・ブリル社鍛造軸ばね式2軸ボギー台車（Brill76E1. 軸距1,437㎜　1920年製） - 京王電気軌道23形電車に装置。1938年（昭和13年）広島瓦斯電軌に譲渡され広島電鉄700形電車 (初代)の台車となる。1945年（昭和20年）8月6日広島への原子爆弾投下に遭遇。1948年（昭和23年）～1950年（昭和25年）頃、広電初代700形に装置。1972年（昭和47年）～1980年（昭和55年）廃車。2012年（平成24年）12月移設。原爆で被爆した大変貴重な台車である。
- 箱根登山鉄道モハ2形電車 モハ110 - 2017年5月上旬～2018年3月末まで期間限定で公開された。
- 小田急2200形　デハ2211（1956年製）-2024年9月に山梨県笛吹市の企業から移設された。将来は小田急沿線に里帰りする計画である。

### 国鉄・JR
- 国鉄クモニ83形電車 クモニ83006（1946年製、1968年改造） - 数奇な経歴を持つ車両で、モハ72形として製造され1968年に現形式へ改造し1987年廃車。その後鉄道総研の実験用車両としての使用を経て、2008年に東芝に譲渡され、府中事業所で鉄道技術試験用牽引車として使用されていた。
- 国鉄103系電車 クハ103-525（1966年製） - 京浜東北線用に投入されたグループの一両で、国鉄民営化以降はJR東日本に承継され、末期は南武線で使用されていた。1996年の廃車後は東芝に譲渡されたため、方向幕に「東芝府中」の文字を掲示している。搬入当初の塗装はオレンジバーミリオンだったが、2024年に下地としてスカイブルーに再塗装され、その後2025年に本塗装の黄色5号へ再塗装された。
- 国鉄113系電車 クハ111-1072（1973年製。カットボディ）、クハ111-2152（1981年製。カットボディ）
- 国鉄183系電車 クハ183-21（1972年製。カットボディ）、クハ183-1527（1978年製）
- 国鉄キハ38形気動車 キハ38 1（1986年製） - 1966年製のキハ35 152を、大宮工場で改造したという名義だが、車体は新製されている。ボランティアによる修理により、2020年7月下旬より警笛吹鳴などの一部部品が復活した。2023年に旧久留里線色に再塗装された。
- 国鉄DE10形ディーゼル機関車 DE10 30（1968年製） - 船の科学館、青函連絡船羊蹄丸内で保存されていたものを移設。その時点でエンジンは下ろされている。青函連絡船の貨物の入換にも運用で入っていた。現在ボランティアによる警笛鳴らし体験が行われる。
- 国鉄24系客車 オロネ24 2、オハネフ24 2（1973年製） - ともに、寝台特急「日本海」の最終運用に入った車両。
- 国鉄583系電車 サシ581-31（1970年ごろ製） - 食堂車として使われた車両で、車体は腐食が目立つが車内を含めほぼ原形を留めている。民営化後に払い下げられ青森県八戸市に保存された。2023年春には解体される予定だったが、情報を聞きつけた鉄道愛好家達が「583系食堂車保存会」が立ち上げ、クラウドファンディングで移設費用を募った。2ヶ月の期間で1264人の支援が集まり、目標金額の2000万円を超え2082万3000円を集めた。2024年3月に現地へ移設をされた。今後は外装や内装の修繕を行いながら大切に大切に残していくとのこと。

動態保存車
- 10t入換動車（1982年製）
- 国鉄ヨ8000形貨車 ヨ8818（1974年製）
- 国鉄ヨ5000形貨車 ヨ13959、ヨ14157、ヨ14202（1953年改造）
- 国鉄ヨ6000形貨車 ヨ6749

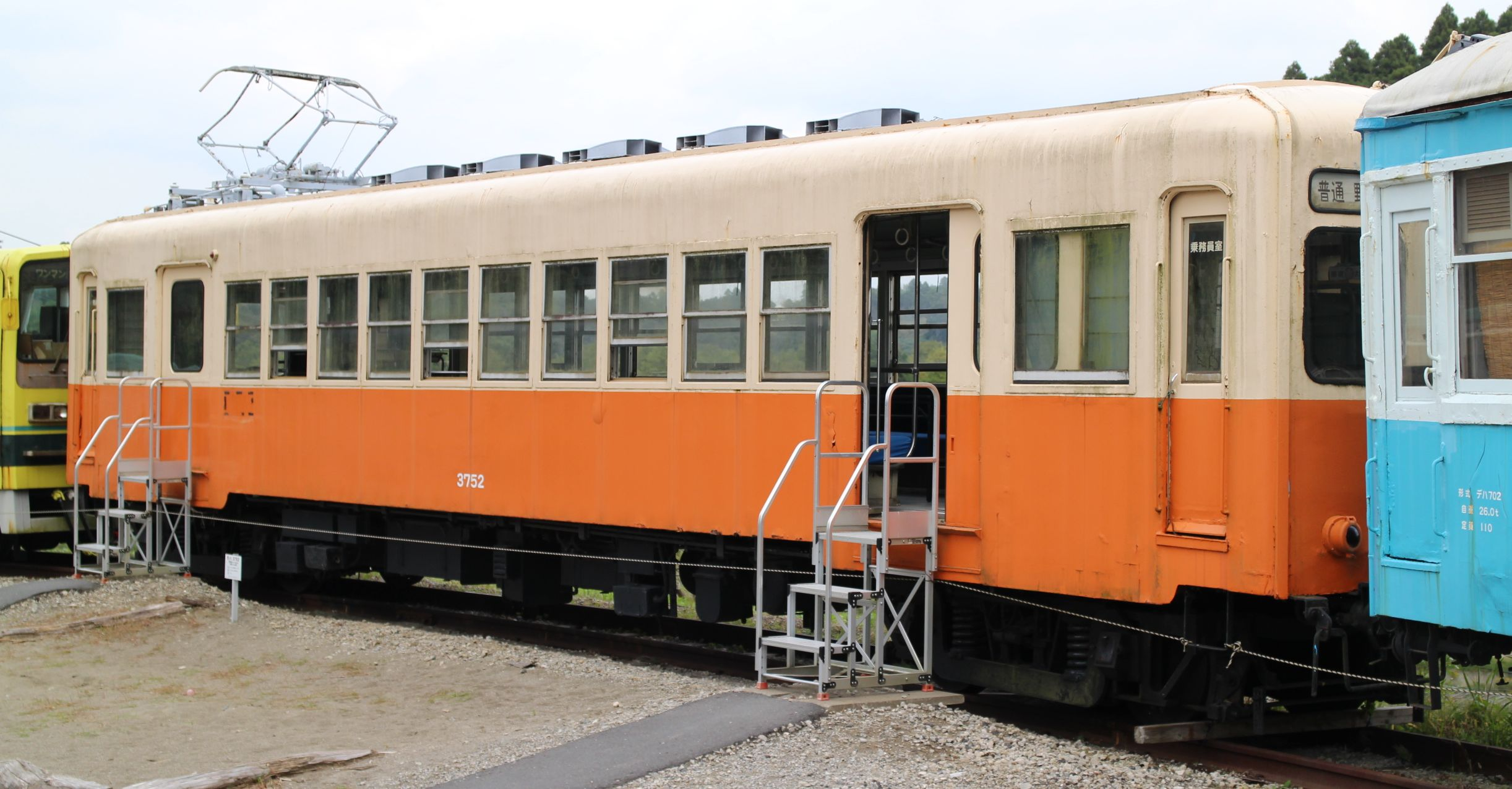
北陸鉄道モハ3752
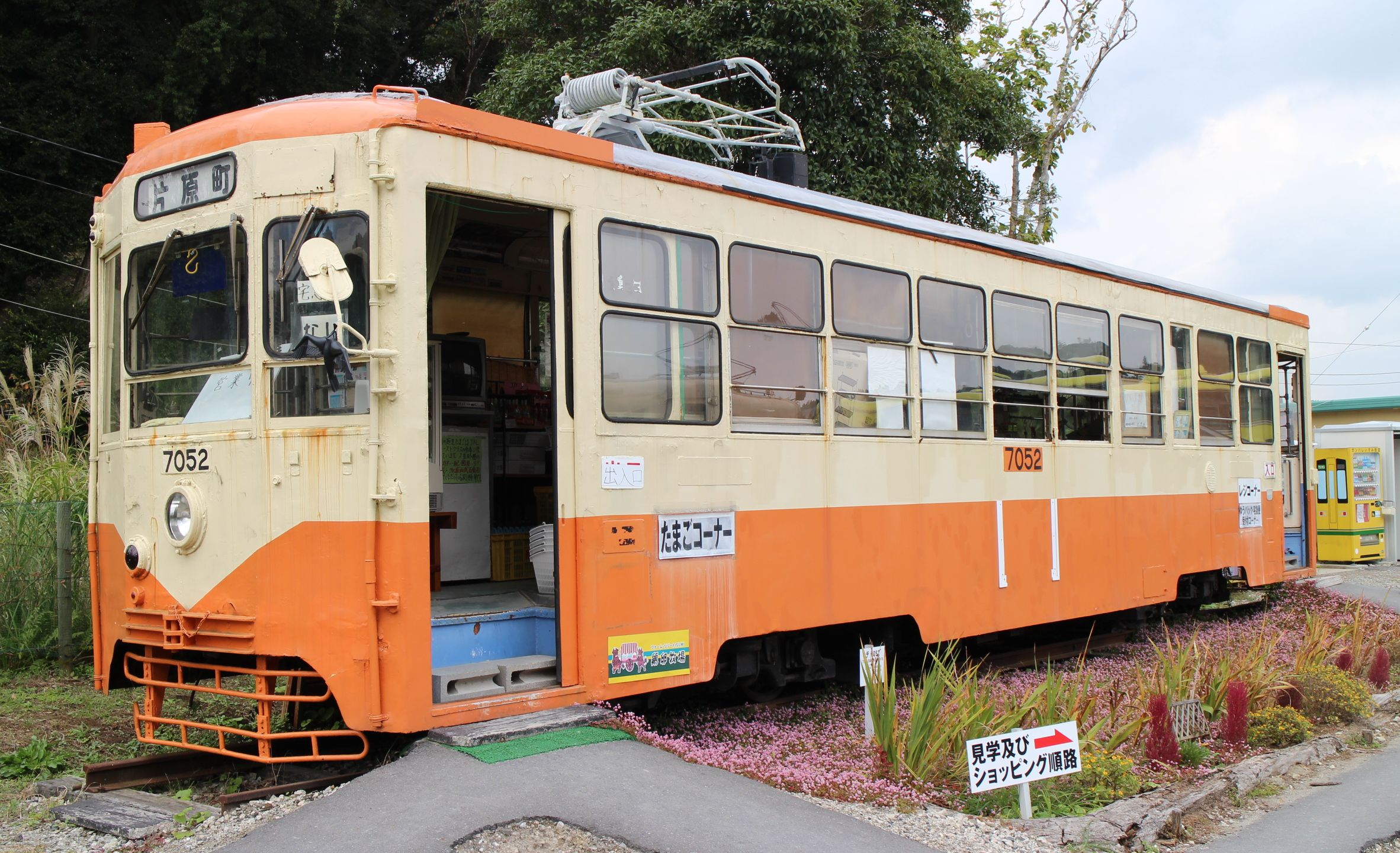
万葉線デ7052
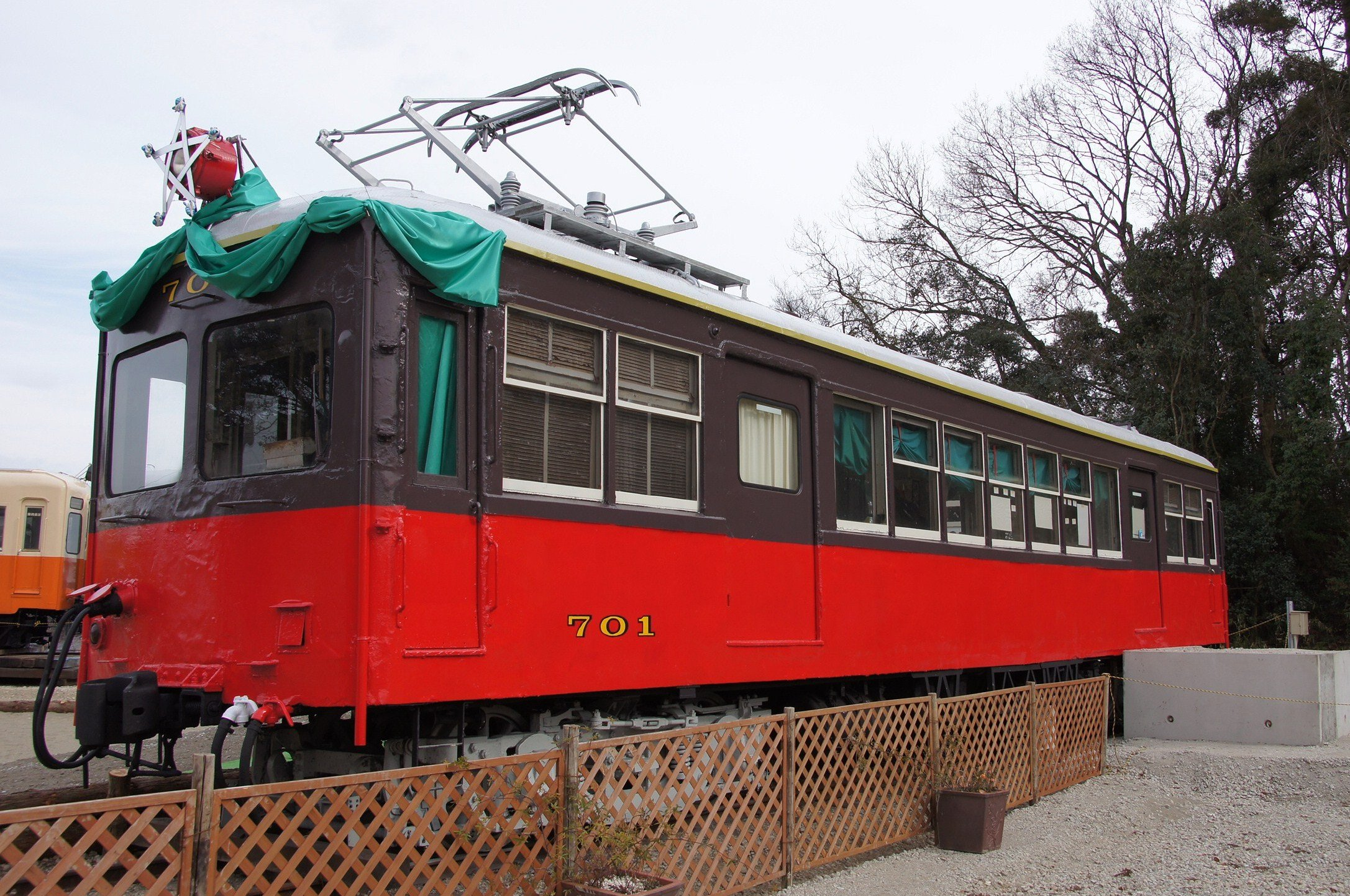
銚子電鉄デハ701
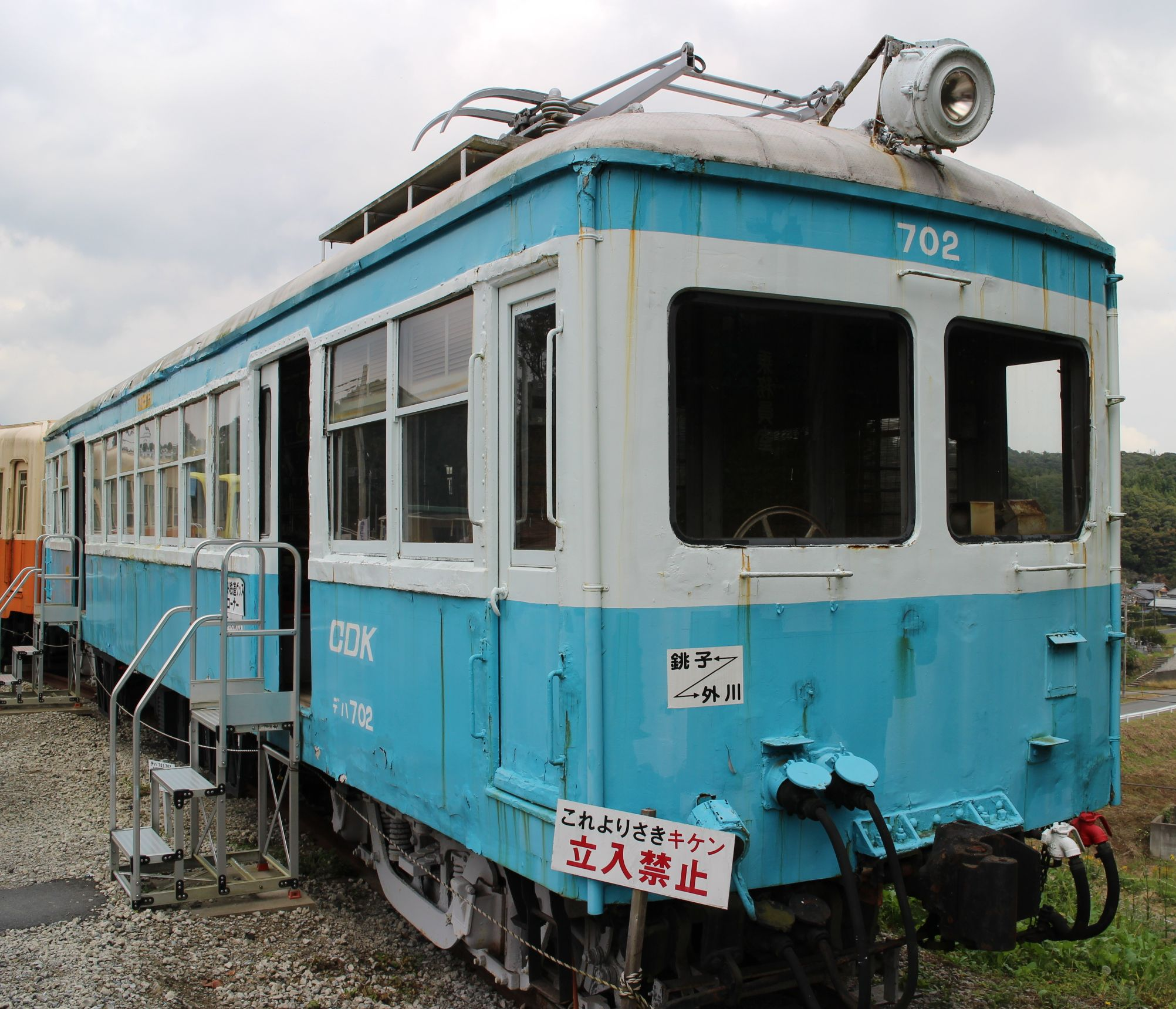
銚子電鉄デハ702
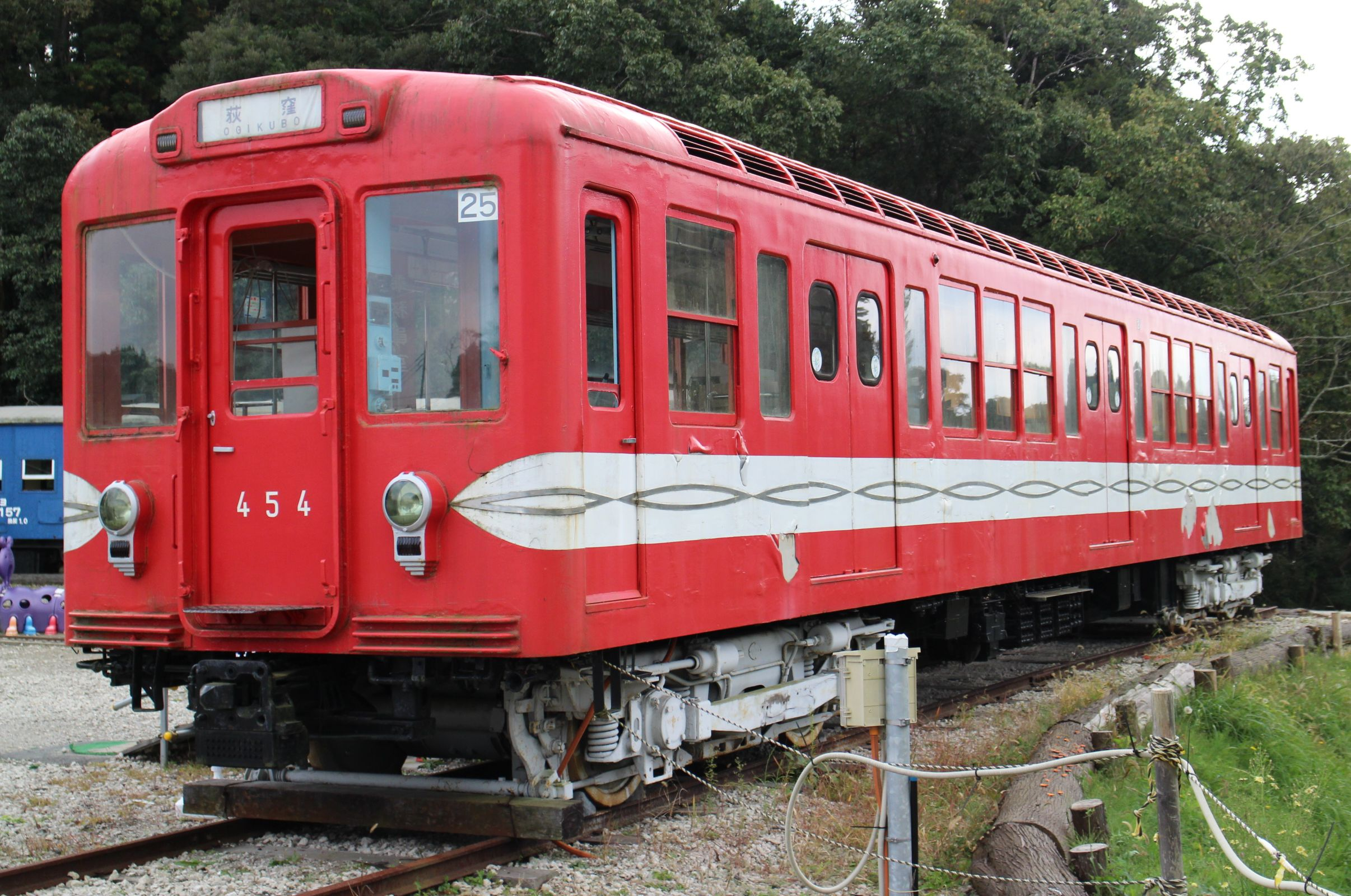
営団地下鉄丸ノ内線454
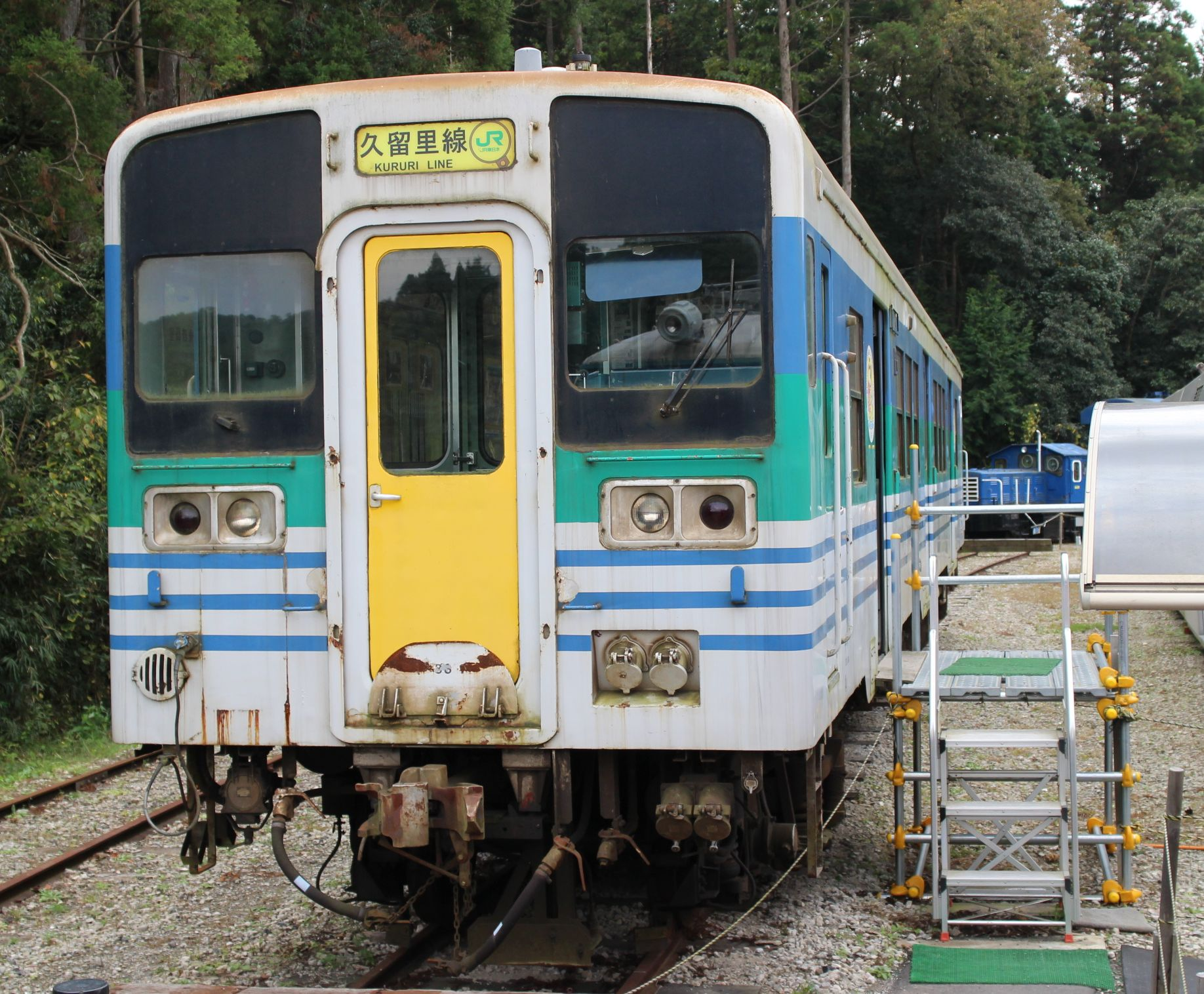
キハ38 1
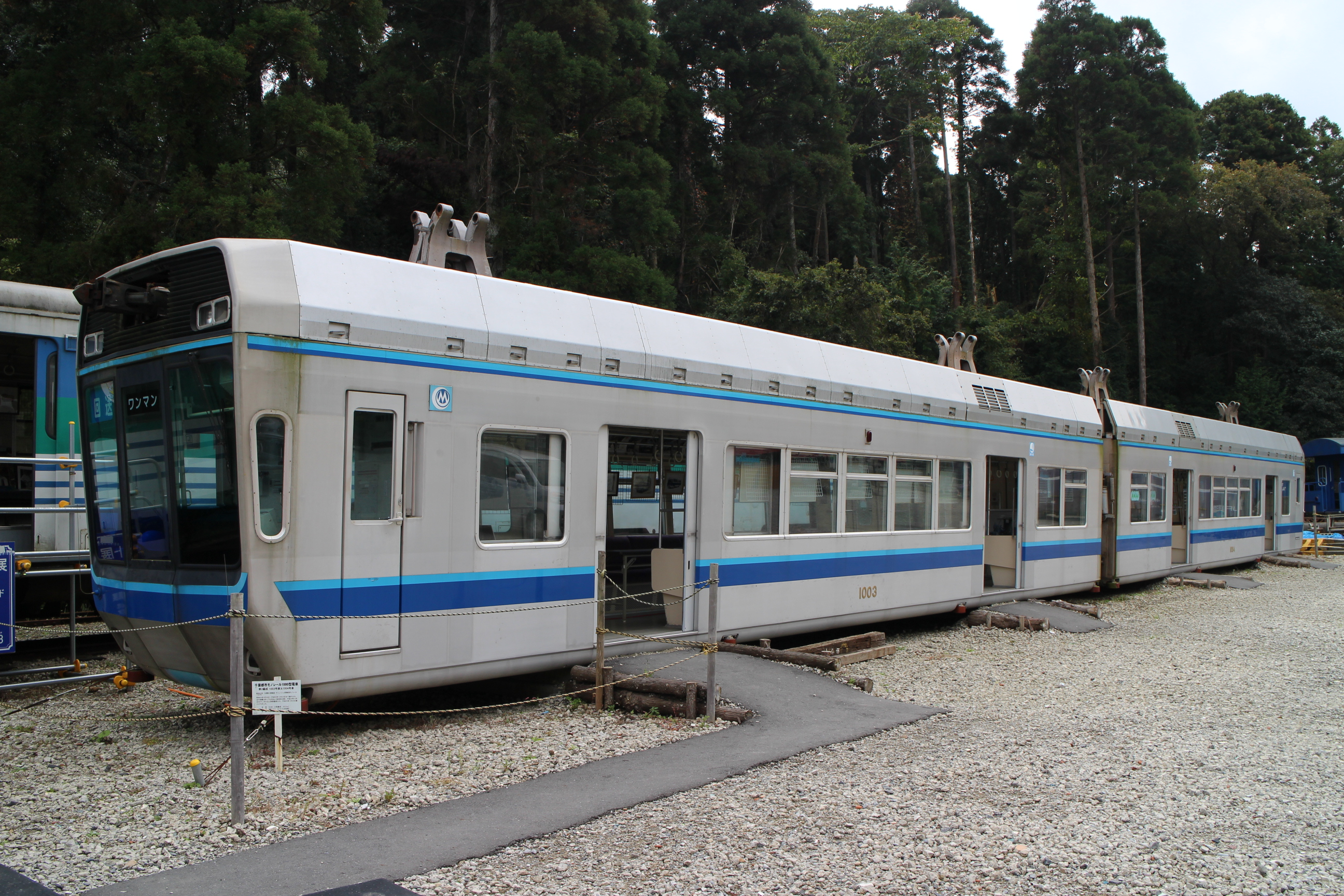
千葉都市モノレール1003、1004
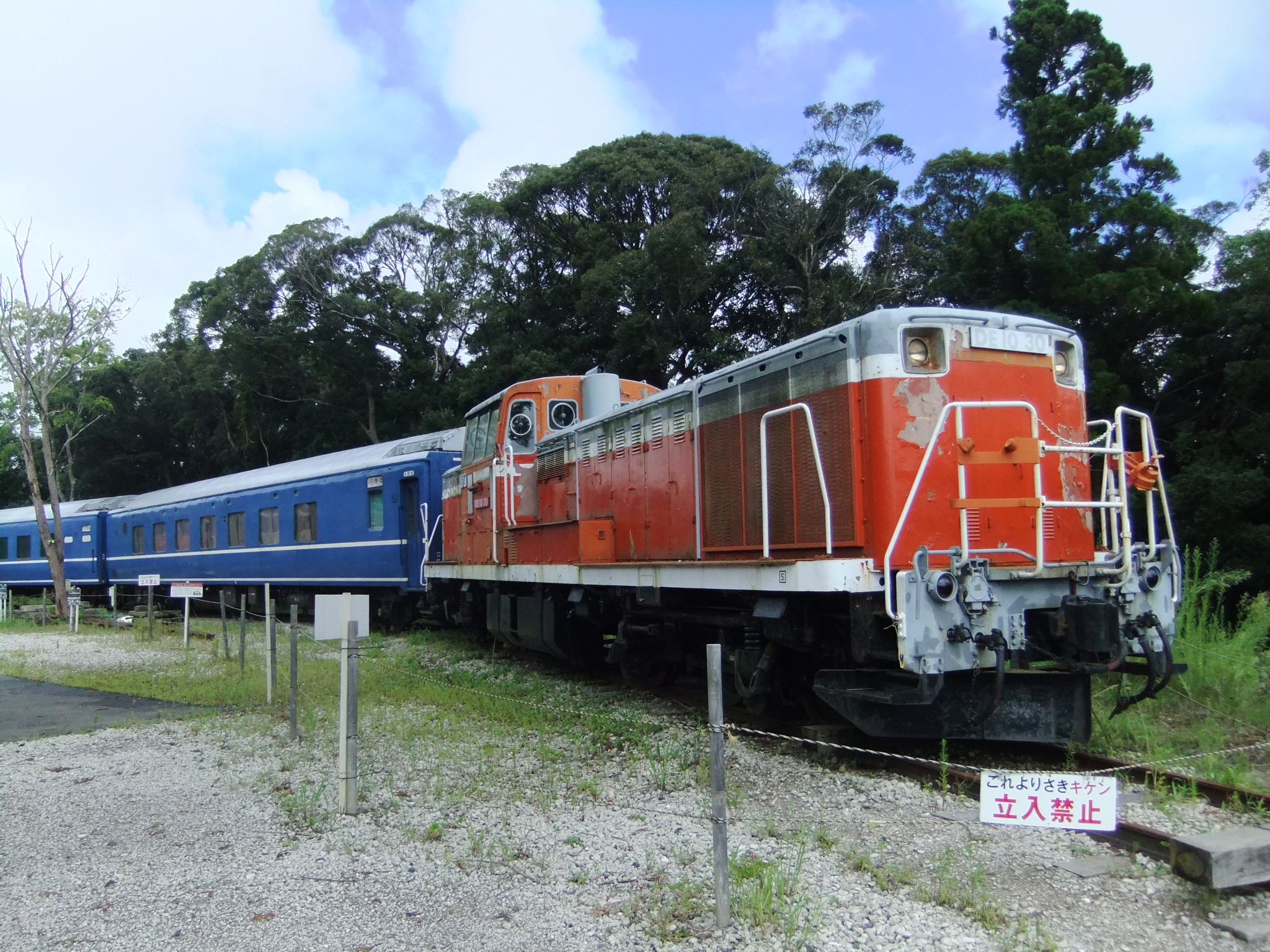
DE10 30、オロネ24 2
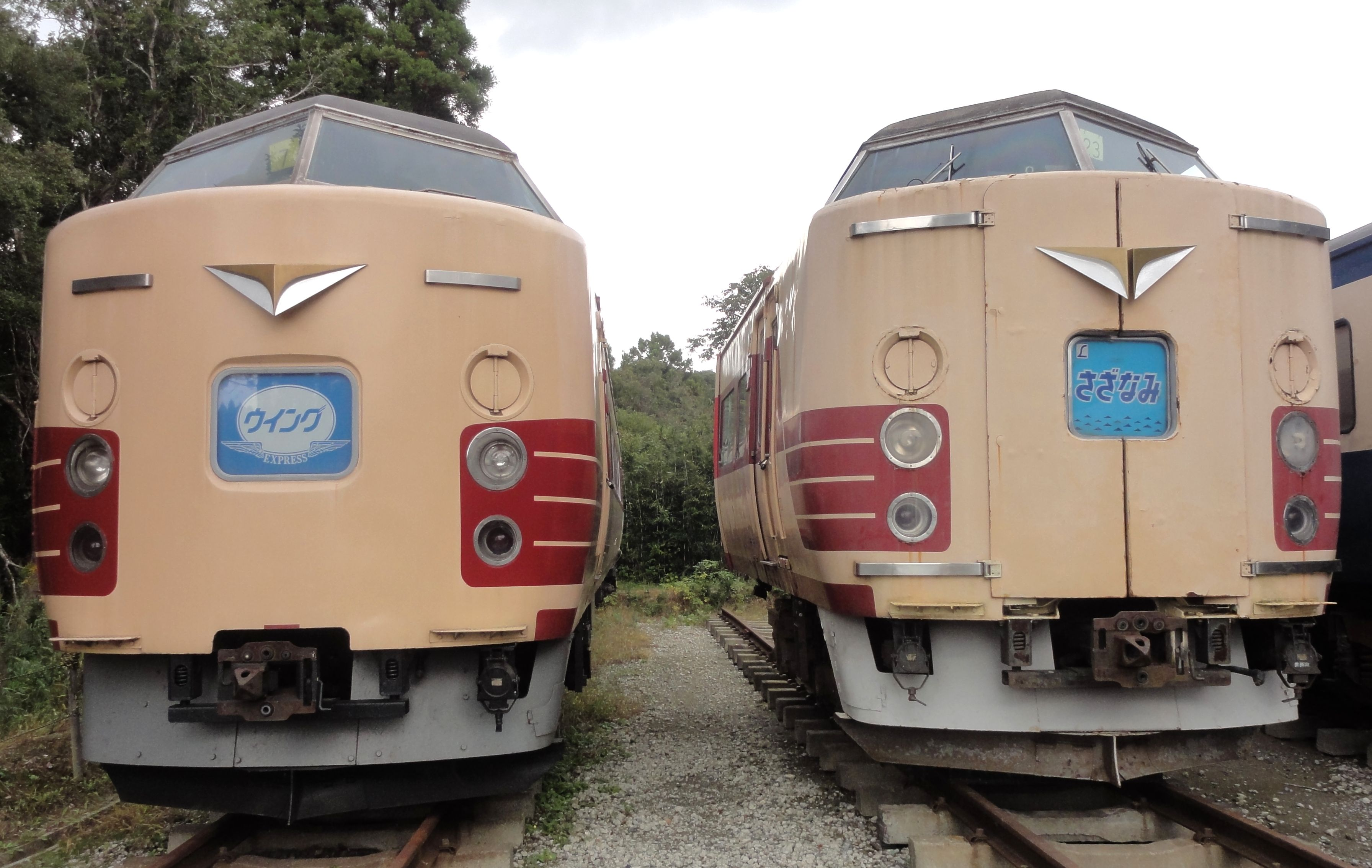
クハ183-21 クハ183-1527
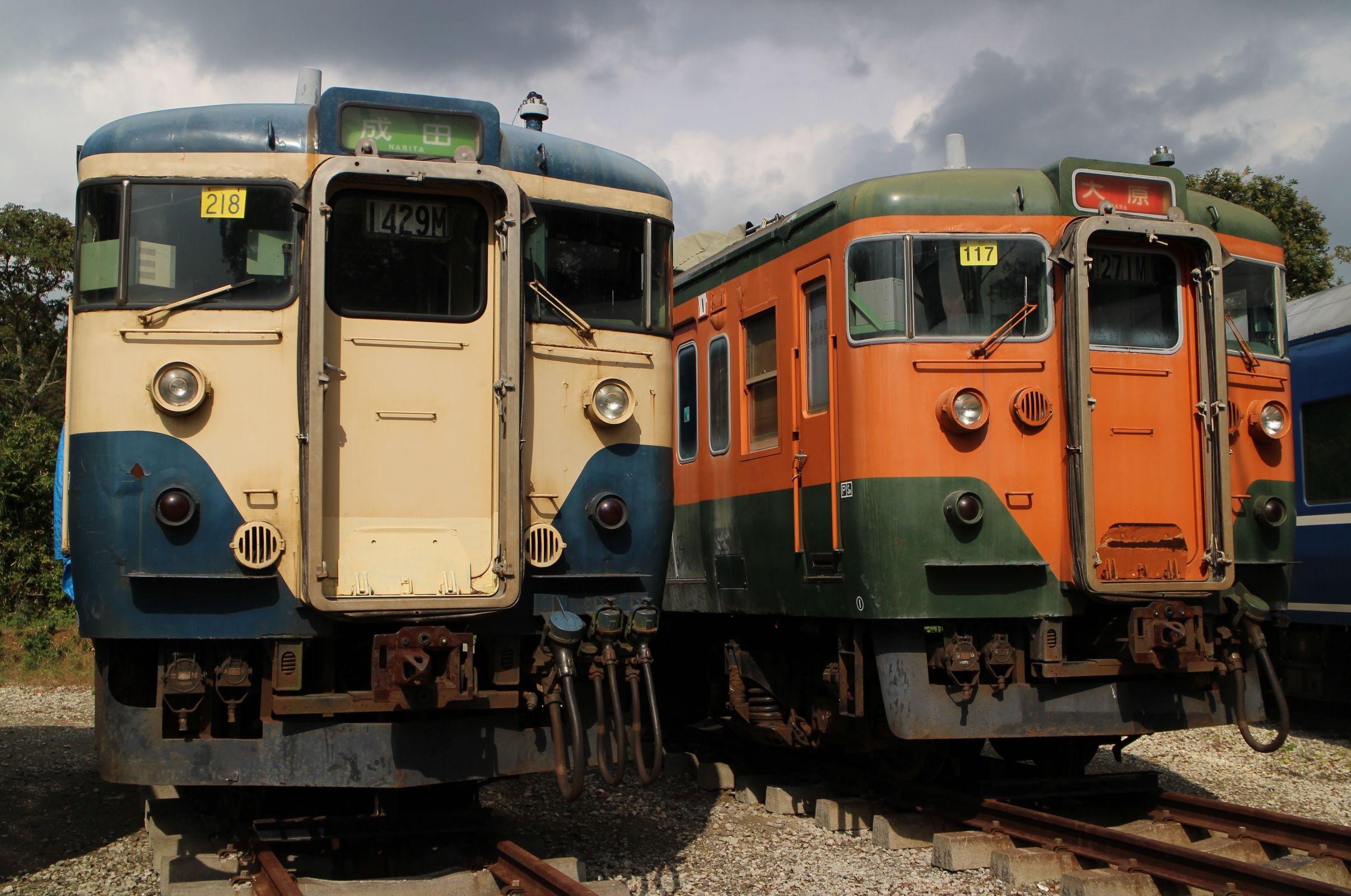
クハ111-1072 クハ111-2152
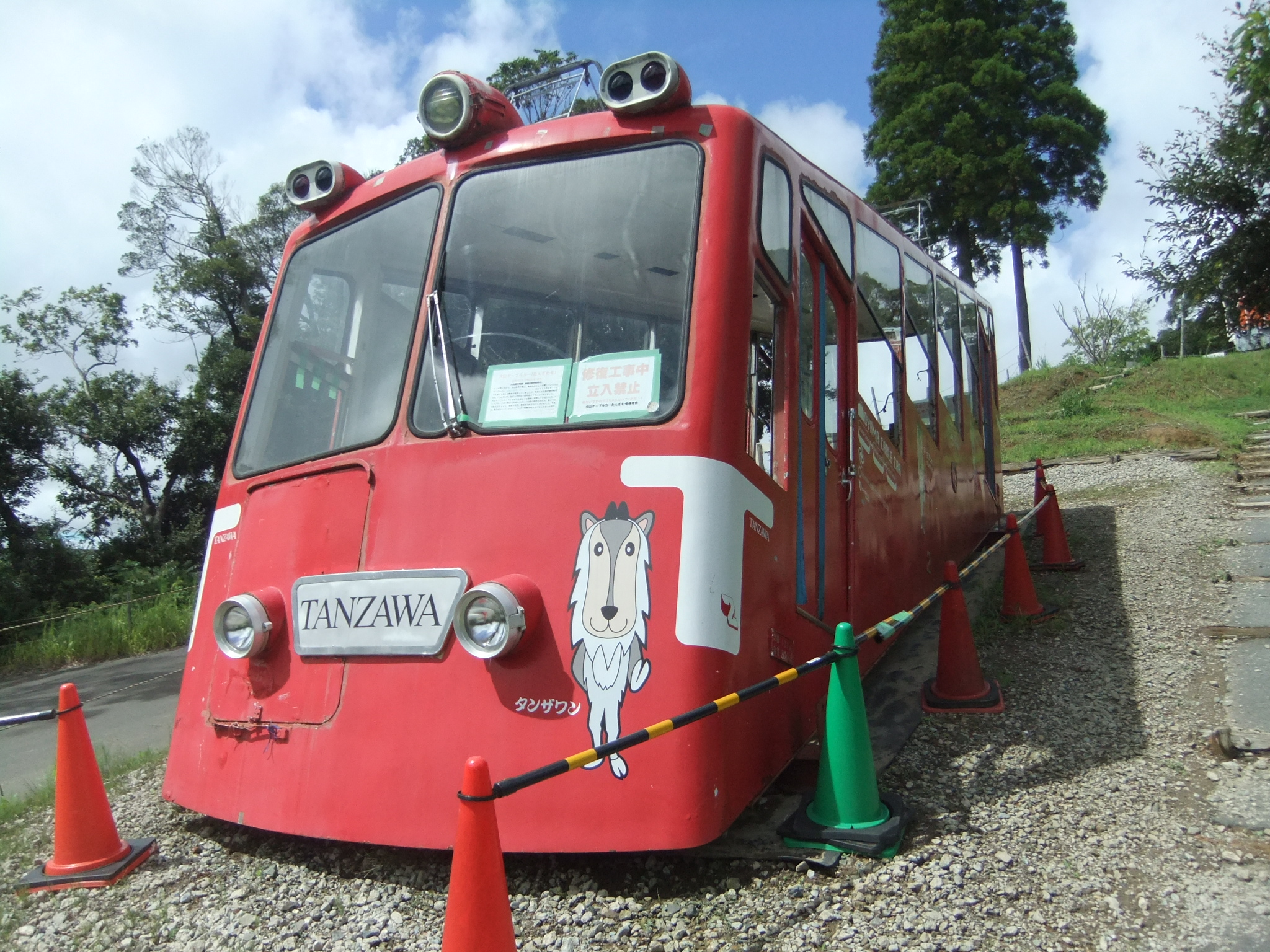
大山ケーブルカー丹沢号

## アクセス
- 鉄道
  - いすみ鉄道いすみ鉄道上総中川駅から徒歩30分[10]
  - いすみ鉄道大多喜駅から駅前の大多喜タクシーで約10分[10]。
  - 大多喜駅から大多喜町観光協会のレンタサイクルで約20分[10]。
  - 国吉駅からいすみ鉄道応援団のレンタサイクル（土日祝のみ）で約20分[10]。
- 自動車：圏央道市原鶴舞ICから、国道297号、国道465号経由で約25分[10]。